# Kannibalenfilm
Der Kannibalenfilm ist ein Filmgenre aus dem Bereich des Exploitation- und Splatterfilms, mit Einflüssen des Horror-, Abenteuer- und teilweise Sexfilms.
Die vorwiegend von italienischen Filmemachern in den späten 1970er und frühen 1980er Jahren produzierten Filme erlebten in dieser Periode auch ihren Höhepunkt. Filme dieser Richtung handeln meist von urzeitlichen Naturvölkern aus südamerikanischen und asiatischen Gebieten, welche mit der Zivilisation in Berührung kommen. Oftmals wird versucht, die Vorstellung von scheinbar zivilisierten und scheinbar unzivilisierten Kulturen zu hinterfragen, was durch die unnoblen Motive und Handlungen der vermeintlich zivilisierten Eindringlinge verdeutlicht wird, welche die Sozialstruktur der ansässigen Gesellschaften oftmals – aber nicht immer – mutwillig und aus Eigennutz stören. Im Kontext des Versuchs der Aufhebung von vermeintlich zivilisierten und unzivilisierten Kulturen lassen sich Verbindungen zum Mondogenre im Stile von Gualtiero Jacopetti und Franco Prosperi ziehen. Ein weiterer Schwerpunkt vieler Filme des Genres liegt bei der (vermeintlich) anthropologischen Darstellung urzeitlicher Gesellschaftsverbände und den unterschiedlichen Formen und Beweggründen für kannibalistische Handlungen. Ebenso finden sich innerhalb des Genres jedoch auch unzählige Filme, welche auf jene sozialkritischen Ansätze verzichten. Wegen der oftmaligen Nutzung von realen Tiertötungen stand das Genre teilweise unter Kritik. Im weiteren Sinne werden auch oftmals Filme, in denen Kannibalismus eine zentrale Rolle spielt, als Kannibalenfilme bezeichnet (so zum Beispiel Cannibal! The Musical oder Man-Eater – Der Menschenfresser).

## Geschichte
Der erste Film, den man in dieses Genre einordnete, war 1972 Il paese del sesso selvaggio (dt. Titel Mondo Cannibale) von Umberto Lenzi. Er handelte von einem Fotografen, der im birmanischen Dschungel von einem Stamm verschleppt und in einen Krieg mit einem benachbarten Kannibalenstamm verwickelt wurde. Obwohl dieser Film noch keine Welle von Kannibalenfilmen auslöste, galt er doch als Hauptinspiration von Ultimo mondo cannibale (dt. Titel Mondo Cannibale, 2. Teil – Der Vogelmensch) von Ruggero Deodato aus dem Jahr 1977, dem dann eine Vielzahl weiterer Filme dieser Art folgten. Der bekannteste und erfolgreichste Kannibalenfilm wurde im Jahr 1980 mit Deodatos Cannibal Holocaust (dt. Titel Nackt und zerfleischt, bzw. Cannibal Holocaust) gedreht. Ebenfalls sehr erfolgreich war ein Jahr später Umberto Lenzis Cannibal Ferox (dt. Titel Die Rache der Kannibalen). Weitere bedeutende Regisseure des Genres stellen Jess Franco (Mondo Cannibale 3 1980) und Joe D’Amato (Emanuelle e gli ultimi cannibali (dt. Titel u. a. Nackt unter Kannibalen) 1977) dar, wobei beide das Genre mit ihren Filmen um einen beträchtlichen Anteil von Sexszenen, sowohl Softcore als teilweise auch Hardcore, erweiterten. Zu Beginn der 80er ebbte die Welle der Kannibalenfilme ab und war bis zum Anfang der 1990er praktisch ganz verschwunden. Zu den bekanntesten Darstellern des Genres zählen Robert Kerman, Ivan Rassimov und Me Me Lai, welche in je drei Filmen des Genres mitwirkten.
Zu modernen Vertretern der Kannibalenfilme zählen zum Beispiel Roter Drache, Hannibal und Hannibal Rising. Allerdings ist hier Kannibalismus eher als ein Motiv oder Thema zu sehen. Sie unterscheiden sich recht deutlich vom Filmgenre. Isle of the Damned, eine US-amerikanische Independentproduktion dagegen stellt eine Hommage an den Kannibalenfilm der 1970er Jahre dar. Der Film wurde im August 2012 beschlagnahmt. Auf der wahren Begebenheit des Kriminalfalls um den kannibalischen Triebtäter Armin Meiwes basiert der deutsche Horrorfilm Rohtenburg, der zeitweise mit einem gerichtlichen Verbot belegt war, von Regisseur Martin Weisz von 2006.

## Kannibalenfilme während des Kannibalenfilmbooms (Auswahl)
| Deutscher Verleihtitel                               | Originaltitel                    | Regisseur             | Jahr | Beschreibung         |
| ---------------------------------------------------- | -------------------------------- | --------------------- | ---- | -------------------- |
| Mondo Cannibale                                      | Il paese del sesso selvaggio     | Umberto Lenzi         | 1972 |                      |
| Mondo Cannibale, 2. Teil – Der Vogelmensch           | Ultimo mondo cannibale           | Ruggero Deodato       | 1977 |                      |
| Nackt unter Kannibalen                               | Emanuelle e gli ultimi cannibali | Joe D’Amato           | 1977 | Beschlagnahmter Film |
| Die weiße Göttin der Kannibalen                      | La montagna del dio cannibale    | Sergio Martino        | 1978 | Beschlagnahmter Film |
| Der Todesschrei der Kannibalen                       | Primitif                         | Sisworo Gautama Putra | 1978 |                      |
| Papaya – Die Liebesgöttin der Kannibalen             | Papaya dei Caribi                | Joe D’Amato           | 1978 |                      |
| Asphaltkannibalen                                    | Apocalypse domani                | Antonio Margheriti    | 1980 |                      |
| Nackt und zerfleischt                                | Cannibal Holocaust               | Ruggero Deodato       | 1980 | Beschlagnahmter Film |
| Lebendig gefressen                                   | Mangiati vivi!                   | Umberto Lenzi         | 1980 |                      |
| Zombies unter Kannibalen                             | Zombi Holocaust                  | Marino Girolami       | 1980 |                      |
| Mondo Cannibale 3 – Die blonde Göttin der Kannibalen | Mondo Cannibale 3                | Jess Franco           | 1980 | Beschlagnahmter Film |
| Jungfrau unter Kannibalen                            | Sexo caníbal                     | Jess Franco           | 1980 |                      |
| Wir kommen und werden Euch fressen                   | Dì yù wú mén                     | Tsui Hark             | 1980 | Indiziert            |
| Woodoo-Baby – Sex und schwarze Magie in der Karibik  | Orgasmo nero                     | Joe D’Amato           | 1980 |                      |
| Die Rache der Kannibalen                             | Cannibal Ferox                   | Umberto Lenzi         | 1981 | Beschlagnahmter Film |
| Cannibal Terror                                      | Terror caníbal                   | Alain Deruelle        | 1981 |                      |
| Mondo Cannibale 4 – Nackt unter Wilden               | El tesoro de la diosa blanca     | Jess Franco           | 1983 |                      |